# Кодымский район
Ко́дымский райо́н (укр. Кодимський район) — ликвидированная административная единица на севере Одесской области Украины. Административный центр — город Кодыма.
Район ликвидирован 17 июля 2020 года в рамках административно-территориальной реформы на Украине. Территория района вошла в состав вновь укрупнённого Подольского района.

## География
Район с площадью территории в 81.8 тыс. га. граничит на севере с Винницкой областью, на юге с Котовским районом, на востоке с Балтским районом, на западе с Молдовой (Приднестровье).
Более 20 % площади района — лесные массивы, основная порода деревьев — дуб, ясень, акация, клен.
По территории района протекает 10 малых рек:
Кодыма — притока Южного Буга;
Савранка, Гоноровка — бассейн Южного Буга;
Билочи впадает в Днестр;
Майстринка, Молокиш, сухой Молокиш, Окны, Рыбница, Кучурган — бассейн Днестра.

## Население
Численность населения района — 28 704 человека (данные за 2019 год), из них городского населения — 11 065, сельского — 17 639 человек.

## Административное устройство
Количество советов:
- городских — 1
- поселковых — 1
- сельских — 17

Количество населённых пунктов:
- городов — 1
- поселков городского типа — 1
- сёл — 24

## Транспорт
Через район проходит железная дорога направлением Одесса — Киев, есть ответление на станции Слободка в сторону Молдовы, основные пассажирские направления: Одесса, Киев, из местных поездов регулярно ходят электрички Одесса-Вапнярка-Одесса, Винница — Одесса — Винница. Международные поезда на Москву, Кишинев.
Районная сеть автомобильных дорог, протяженностью около 250 км, открывает пути общения с соседними районами: Котовским, Балтским (Одесская область), Чечельницким, Песчанским (Винницкая область) и через таможенный пост в селе Тымково, погранпост у села Алексеевка — с Молдовой